# Vuoskurivier
Vuoskurivier  (Zweeds: Vuoskujoki; Samisch: Vuoskkojohka) is een rivier die stroomt in de Zweedse  gemeente Kiruna. De rivier verzorgt de afwatering van de omgeving van het Vuoskumeer. De rivier stroomt naar het zuiden en levert haar water in bij de Rakisrivier. De Vuoskurivier is 18,590 kilometer lang.
Afwatering: Vuoskurivier → Rakisrivier → (Jostomeer) → (Niskameer) → (Laimoviken) → (Torneträsk) → Torne → Botnische Golf